# Asaphidion caraboides
Asaphidion caraboides är en skalbaggsart som först beskrevs av Franz Paula von Schrank 1781.  Asaphidion caraboides ingår i släktet Asaphidion, och familjen jordlöpare. Arten har ej påträffats i Sverige.

## Bildgalleri

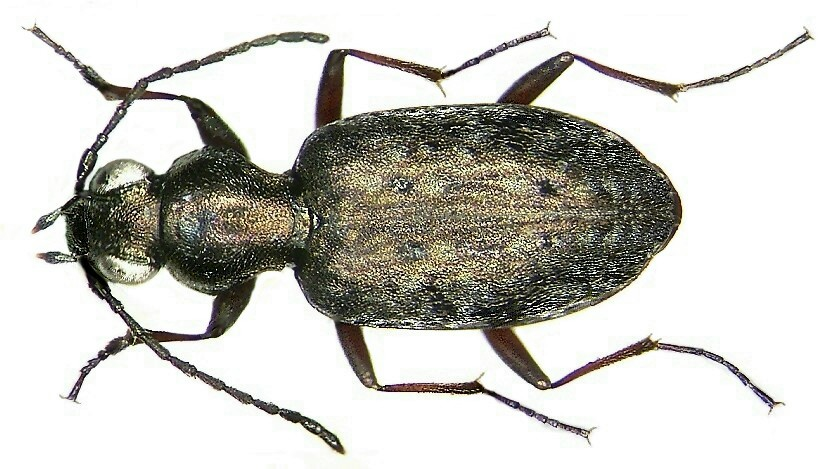
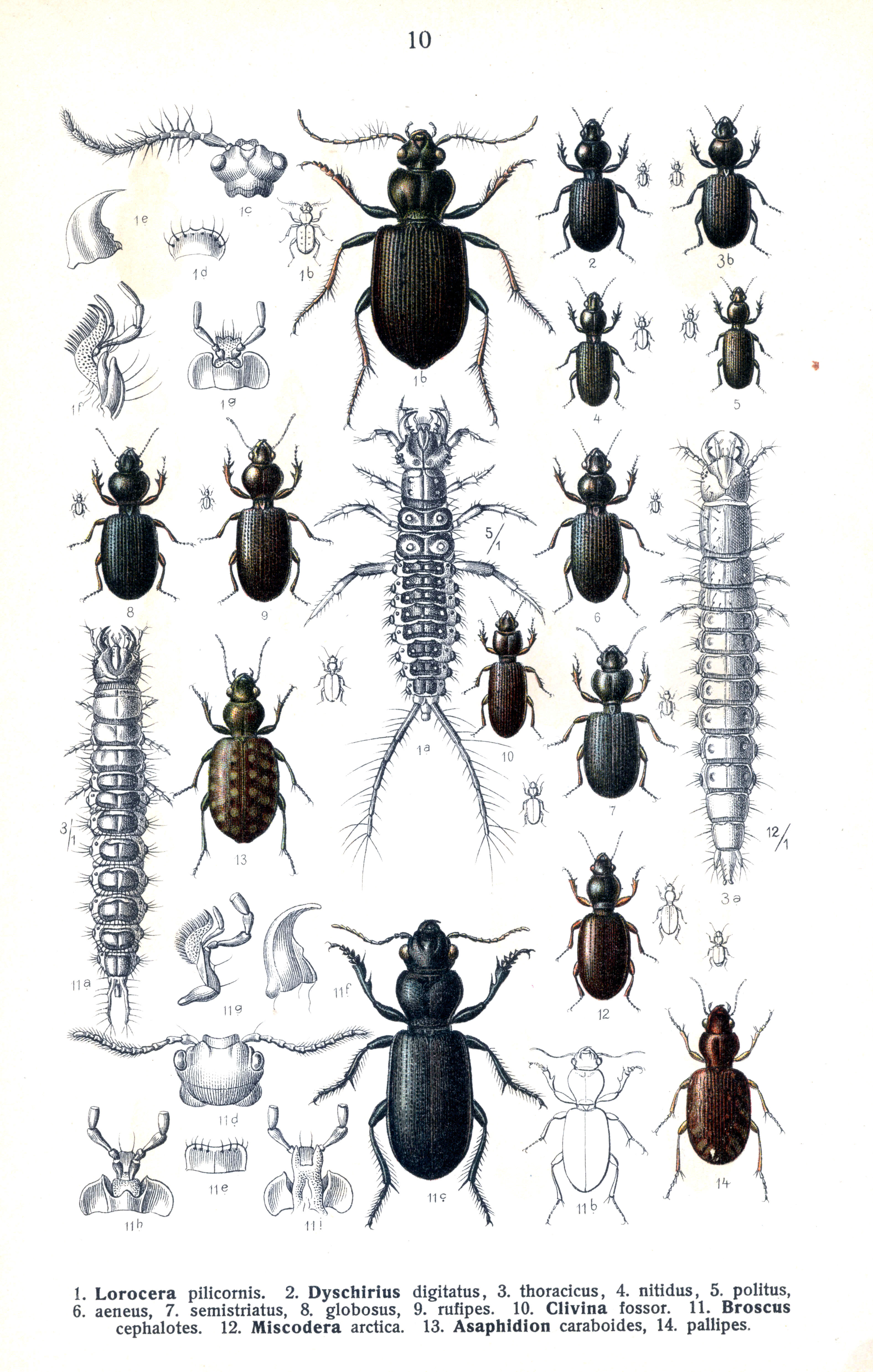
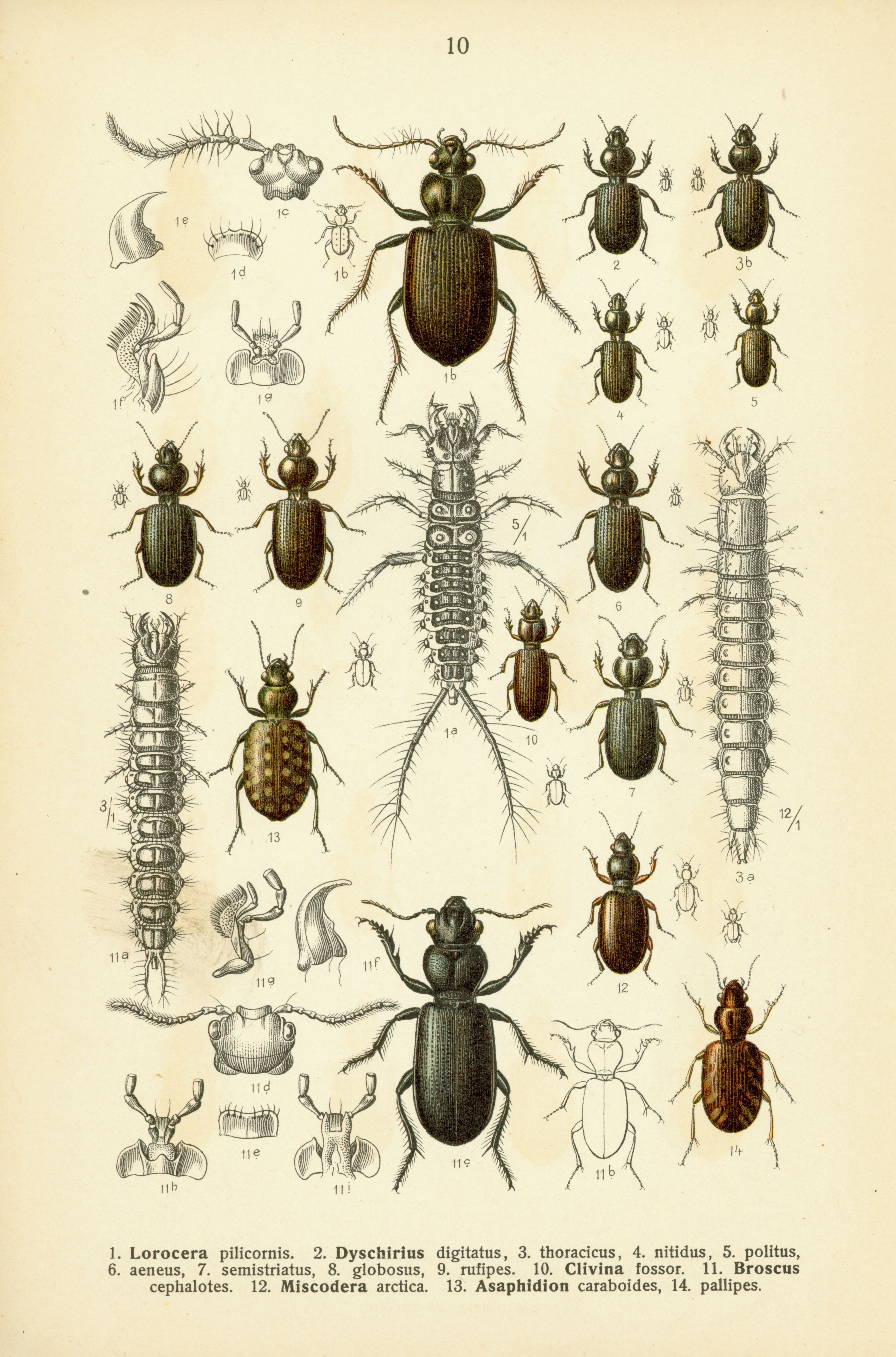